# Cupa Georgiei
Cupa Georgiei (georgiană საქართველოს თასი) este principala competiție fotbalistică eliminatorie de cupă din Georgia, organizată și gestionată de Federația Georgiană de Fotbal.

## Câștigătorii din perioada sovietică
Câștigătorii cupei din perioada sovietică sunt:
| - 1944: Team of Sukhumi - 1945: Dinamo Sukhumi - 1946: Burevestnik Tbilisi - 1947: Dinamo Batumi - 1948: Dinamo Sukhumi - 1949: Factory of Dimitrov - 1950: TODO Tbilisi - 1951: TTU Tbilisi - 1952: TTU Tbilisi - 1953: Dinamo Kutaisi - 1954: TTU Tbilisi - 1955: Dinamo Kutaisi - 1956: Lokomotiv Tbilisi - 1957: TTU Tbilisi - 1958: Dinamo Batumi - 1959: Kolmeurne Makharadze - 1960: Kolmeurne Makharadze - 1961: SKIF Tbilisi - 1962: Metallurg Zestafoni - 1963: Imereti Kutaisi - 1964: Meshakhte Tkibuli - 1965: Guria Lanchkhuti - 1966: Guria Lanchkhuti | - 1967: Sinatle Tbilisi - 1968: Sinatle Tbilisi - 1969: Sinatle Tbilisi - 1970: Egrisi Tskhakaya - 1971: Guria Lanchkhuti - 1972: Kakheti Telavi - 1973: Dinamo Zugdidi - 1974: Metallurg Rustavi - 1975: SKIF Tbilisi - 1976: Meshakhte Tkibuli - 1977: Nadikvari Telavi - 1978: Magaroeli Chiatura - 1979: Magaroeli Chiatura - 1980: Sulori Vani - 1981: Sulori Vani - 1982: Mertskhali Makharadze - 1983: Tbilisskij Zooveterinarnyj Institut - 1984: Dinamo Zugdidi - 1985: Imedi Tbilisi - 1986: Madneuli Bolnisi - 1987: Spartak Tskhinvali - 1988: Shadrevani 83 Tskhaltubo - 1989: Shadrevani 83 Tskhaltubo |

## Finale
| An        | Câștigător         | Scor                  | Finalist           |
| --------- | ------------------ | --------------------- | ------------------ |
| 1990      | Guria Lanchkhuti   | 1–0 a.e.t.            | Tskhumi Sukhumi    |
| 1991–92   | Dinamo Tbilisi     | 3–1                   | Tskhumi Sukhumi    |
| 1992–93   | Dinamo Tbilisi     | 4–2                   | Dinamo Batumi      |
| 1993–94   | Dinamo Tbilisi     | 1–0                   | Metalurgi Rustavi  |
| 1994–95   | Dinamo Tbilisi     | 1–0                   | Dinamo Batumi      |
| 1995–96   | Dinamo Tbilisi     | 1–0 a.e.t.            | Dinamo Batumi      |
| 1996–97   | Dinamo Tbilisi     | 1–0                   | Dinamo Batumi      |
| 1997–98   | Dinamo Batumi      | 2–1 a.e.t.            | Dinamo Tbilisi     |
| 1998–99   | Torpedo Kutaisi    | 0–0 a.e.t. (4–2 pen.) | Samgurali          |
| 1999–2000 | Lokomotivi Tbilisi | 0–0 a.e.t. (4–2 pen.) | Torpedo Kutaisi    |
| 2000–01   | Torpedo Kutaisi    | 0–0 a.e.t. (4–3 pen.) | Lokomotivi Tbilisi |
| 2001–02   | Lokomotivi Tbilisi | 2–0                   | Torpedo Kutaisi    |
| 2002–03   | Dinamo Tbilisi     | 3-1                   | Sioni Bolnisi      |
| 2003–04   | Dinamo Tbilisi     | 2–1                   | Torpedo Kutaisi    |
| 2004–05   | Lokomotivi Tbilisi | 2–0                   | Zestaponi          |
| 2005–06   | Ameri Tbilisi      | 2–2 a.e.t. (4–3 pen.) | Zestaponi          |
| 2006–07   | Ameri Tbilisi      | 1–0                   | Zestaponi          |
| 2007–08   | Zestaponi          | 2–1                   | Ameri Tbilisi      |
| 2008–09   | Dinamo Tbilisi     | 0–0 a.e.t. (2–0 pen.) | Metalurgi Rustavi  |
| 2009–10   | WIT Georgia        | 1–0                   | Dinamo Tbilisi     |
| 2010–11   | Gagra              | 1–0 a.e.t.            | Torpedo Kutaisi    |
| 2011–12   | Dila Gori          | 4–1                   | Zestafoni          |
| 2012–13   | Dinamo Tbilisi     | 3–1                   | Chikhura Sachkhere |

## Performanță după club
| Club               | Trofee | Anii trofeelor                                             |
| ------------------ | ------ | ---------------------------------------------------------- |
| Dinamo Tbilisi     | 10     | 1992, 1993, 1994, 1995, 1996, 1997, 2003, 2004, 2009, 2013 |
| Lokomotivi Tbilisi | 3      | 2000, 2002, 2005                                           |
| Torpedo Kutaisi    | 2      | 1999, 2001                                                 |
| Ameri Tbilisi      | 2      | 2006, 2007                                                 |
| Guria Lanchkhuti   | 1      | 1990                                                       |
| Dinamo Batumi      | 1      | 1998                                                       |
| FC Zestafoni       | 1      | 2008                                                       |
| WIT Georgia        | 1      | 2010                                                       |
| Gagra              | 1      | 2011                                                       |
| Dila Gori          | 1      | 2012                                                       |